# Armatoli

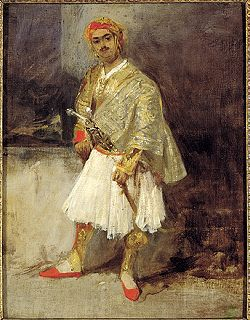
Un armatolo ritratto da Richard Parkes Bonington (1825–1826, Museo Benaki)

Gli armatoli (gr. ἀρματολοί/armatolì, "uomini d'arme", sing. ἀρματολός/armatolòs) furono una milizia irregolare rumena, mantenuta dall'Impero ottomano, e composta da rumeni cristiani: lo scopo era quello di rafforzare l'autorità del sultano in distretti amministrativi chiamati armatolìkia (Αρματολίκια, sing.: Αρματολίκι). Questi distretti furono creati in aree della Grecia affette da alti livelli di brigantaggio, o in regioni che erano difficili da controllare dall'impero per la presenza di territori impervi e inaccessibili, come gli Agrafa, monti della Tessaglia, area nella quale fu costituita il primo armatoliki nella metà del XV secolo. Gli armatoli furono attivi fino al XIX secolo, ma già dal 1739 furono oggetto di repressioni da parte della Sublime porta.
All'origine vi era il fenomeno del banditismo degli aiduchi serbi e dei clefti greci, civili cristiani che si davano alla macchia e mettevano in atto forme di guerriglia contro l'impero. Per contrastare il fenomeno, l'Impero ottomano decise di riconoscere alcune di queste bande, alle quali era richiesto in cambio l'appoggio nella riscossione dei tributi negli armatolìkia di loro competenza. I cristiani armatoli finirono però per fare fronte comune con aiduchi e clefti contro la Sublime porta divenendo il "lievito della rivolta" greca".